# Mistrzostwa Świata w Żeglarstwie 2011
3. Mistrzostwa świata w żeglarstwie odbyły się w Perth w Australii w dniach od 3 do 18 grudnia 2011. Organizatorem mistrzostw jest Międzynarodowa Federacja Żeglarska.
Mistrzostwa były pierwszą i najważniejszą kwalifikacją do igrzysk olimpijskich w Londynie.
Reprezentacja Polski zdobyła w mistrzostwach dwa medale (srebrne). Tytuły wicemistrzów świata w klasie RS:H zdobyła wśród kobiet Zofia Noceti-Klepacka, a w klasyfikacji mężczyzn Piotr Myszka, który mimo wywalczenia srebrnego medalu nie wystąpił w igrzyskach olimpijskich w 2012 roku, ponieważ przegrał krajowe eliminacje do igrzysk z Przemysławem Miarczyńskim, a kwalifikacje mógł zdobyć tylko jeden reprezentant lub załoga z danego kraju.

## Skład i wyniki reprezentacji Polski

### kobiety
- Zofia Noceti-Klepacka[1] – srebrny medal (RS:H)
- Maja Dziarnowska – 18. (RS:H)
- Agata Brygoła – 19. (RS:H)
- Agnieszka Skrzypulec, Jolanta Ogar – 31. (470)
- Hanna Zembrzuska – 38. (RS:H)
- Agnieszka Bilska – 43. (RS:H)
- Paulina Barwińska – 74. (Laser Radial)

### mężczyźni
- Piotr Myszka[2] – srebrny medal (RS:H)
- Mateusz Kusznierewicz, Dominik Życki – 4. (Star)
- Przemysław Miarczyński – 4. (RS:H)
- Marcin Czajkowski, Jacek Piasecki – 12. (49er)
- Michał Majewski – 18. (RS:H)
- Karol Porożyński – 25. (Laser)
- Maksymilian Wójcik – 32. (RS:H)
- Kacper Ziemiński – 35. (Laser)
- Patryk Piasecki – 48. (Laser)
- Rafał Szukiel – 50. (Finn)
- Marcin Rudawski – 55. (Laser)
- Piotr Ogrodnik, Paweł Choroba – 60. (470)
- Jonasz Stelmaszyk – 65. (Laser)

## Medaliści

### Mężczyźni
| Klasa | Złoto                         | Srebro                        | Brąz                                 |
| ----- | ----------------------------- | ----------------------------- | ------------------------------------ |
| RS:X  | Dorian van Rijsselberghe      | Piotr Myszka                  | Nimrod Mashich                       |
| Laser | Tom Slingsby                  | Nick Thompson                 | Andrew Murdoch                       |
| 470   | Mathew Belcher Malcolm Page   | Luke Patience Stuart Bithell  | Šime Fantela Igor Marenić            |
| Star  | Robert Scheidt Bruno Prada    | Robert Stanjek Frithjof Kleen | Mark Mendelblatt Brian Fatih         |
| Finn  | Giles Scott                   | Pieter-Jan Postma             | Edward Wright                        |
| 49er  | Nathan Outteridge Iain Jensen | Peter Burling Blair Tuke      | Emil Toft Nielsen Simon Toft Nielsen |

### Kobiety
| Klasa        | Złoto                                            | Srebro                                   | Brąz                                    |
| ------------ | ------------------------------------------------ | ---------------------------------------- | --------------------------------------- |
| RS:X         | Lee Korzits                                      | Zofia Noceti-Klepacka                    | Marina Alabau                           |
| Laser Radial | Marit Bouwmeester                                | Evi Van Acker                            | Paige Railey                            |
| 470          | Tara Pacheco Berta Betanzos                      | Saskia Clark Hannah Mills                | Jo Aleh Olivia Powrie                   |
| Elliott 6m   | Anna Tunnicliffe Deborah Capozzi Molly Vandemoer | Lucy Macgregor Annie Lush Kate Macgregor | Claire Leroy Elodie Bertrand Marie Riou |

## Klasyfikacja medalowa
| Miejsce | Państwo           | Złoto | Srebro | Brąz | Razem |
| ------- | ----------------- | ----- | ------ | ---- | ----- |
| 1.      | Australia         | 3     | 0      | 0    | 3     |
| 2.      | Holandia          | 2     | 1      | 0    | 3     |
| 3.      | Wielka Brytania   | 1     | 4      | 1    | 6     |
| 4.      | Stany Zjednoczone | 1     | 0      | 2    | 3     |
| 5.      | Hiszpania         | 1     | 0      | 1    | 2     |
| 5.      | Izrael            | 1     | 0      | 1    | 2     |
| 7.      | Brazylia          | 1     | 0      | 0    | 1     |
| 8.      | Polska            | 0     | 2      | 0    | 2     |
| 9.      | Nowa Zelandia     | 0     | 1      | 2    | 3     |
| 10.     | Belgia            | 0     | 1      | 0    | 1     |
| 10.     | Niemcy            | 0     | 1      | 0    | 1     |
| 12.     | Chorwacja         | 0     | 0      | 1    | 1     |
| 12.     | Dania             | 0     | 0      | 1    | 1     |
| 12.     | Francja           | 0     | 0      | 1    | 1     |
| Razem   | Razem             | 10    | 10     | 10   | 30    |